# Wymeswold
 (octobre 2023).
Wymeswold est une paroisse civile et un village du Leicestershire, en Angleterre.